# Turbinaria decurrens
Turbinaria decurrens — вид водоростей родини Sargassaceae.

## Назва
В англійській мові має назви «трикутна водорость-турбіна» (англ. triangle turbinweed). 

## Опис
Жорстка водорость з листеподібними виростами талома навколо центрального стебля, що формують кластери чи суцільний килим. Вирости закінчуються трикутниками з внутрішніми листочками.

## Поширення та середовище існування
Живе на рифах у Червоному морі.